# Hamas

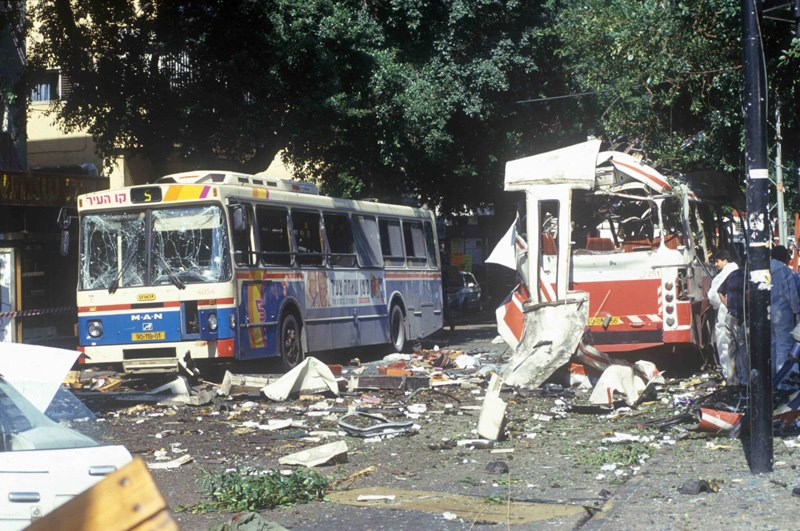
Bombattentat mot busspassagerare i Tel Aviv i oktober 1994

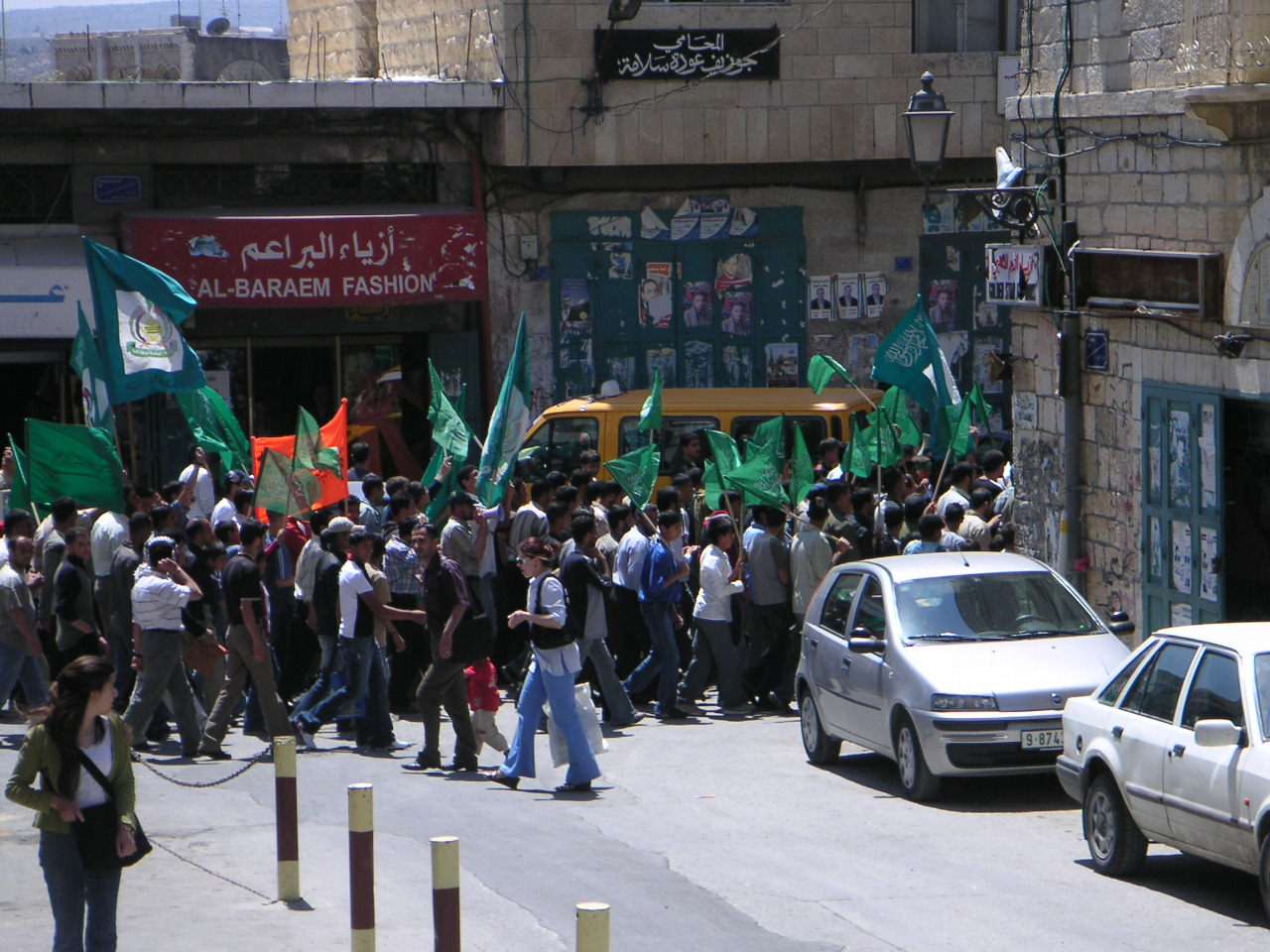
Demonstration i Betlehem, 2006

Hamas (arabiska: Ḥamās, حماس; "iver, entusiasm"), akronym för Ḥarakat al-Muqāwamat al-Islāmiyyah (حركة المقاومة الاسلامية) som ungefär betyder "Islamiska Motståndsrörelsen", är en palestinsk sunnimuslimsk fundamentalistisk rörelse med både väpnade och civila grenar. Hamas huvudmål är att krossa Israel i bildandet av en palestinsk stat.
Hamas bildades 14 december 1987 i samband med första palestinska intifadan och dess protester mot Israel i Gaza och på Västbanken. Grundaren, shejk Ahmad Yassin, var ledare i den palestinska grenen av Muslimska brödraskapet vid grundandet. Rörelsen stadgar vid grundandet uppvisar grov antisemitism.
Hamas har uppmärksammats i samband med flera självmordsattentat och terrorattacken i oktober 2023 mot civila i Israel. De har även anklagats för att använda sig av mänskliga sköldar, genom att utföra sina militära operationer från platser där många civila vistas, till exempel sjukhus och skolor. Organisationen är klassificerad som en terroristorganisation av flertalet länder.
Sedan parlamentsvalet 2006 och början av inbördeskriget 2007 gentemot Fatah har Hamas varit det de facto styrande partiet i Gaza.
Hamas har vid sidan av den politiska organisationen och sin sociala verksamhet en väpnad gren känd som Izz ad-Din al-Qassam-brigaderna.

## Ideologi
I Hamas stadgar anges dels att Hamas är en islamistisk organisation (Paragraf 1) och dels att deras slutgiltiga mål är att Palestina inklusive nuvarande Israel ska bli ett muslimskt område.

### Relation till Israel
Enligt stadgarna från 1988 skulle Israel förintas. Hamas erkände inte staten Israel i oktober 2006 och den 8 december 2012 deklarerade Hamas ledare Khaled Meshal att Hamas inte kommer backa från kravet på hela Israels område och inte kommer erkänna staten Israel. Rörelsen uppfattas i regel som antisemitisk. Både förgörandet av Israel och antisemitismen har officiellt tonats ned med åren.
År 2017 publicerade rörelsen, för första gången sedan grundandet, ett policydokument där målsättningen att förinta Israel luckrades upp. Det tidigare antijudiska språket mildrades också – bland annat togs referensen till en hadith med uppmaning om att döda judar bort ur den uppdaterade stadgan. Denna hadith har en specifik kontext men har använts av bland andra Hamas i antisemitiska syften. I Hamas stadga från 1988 fanns också antisemitiska konspirationsteorier om "judisk makt" med, något som är borttaget ur 2017 års stadgar. I den uppdaterade stadgan erkänns delvis 1967 års gränser, samtidigt som rörelsen i samma dokument också är tydlig med att staten Israel inte erkänns och rörelsen har angett som ett kortsiktigt mål att skapa en palestinsk stat baserad på 1967 års gränser.

## Historia
Hamas grundades 1987 och sägs ha sina rötter i Egyptens Muslimska brödraskap. Israel stödde inledningsvis Hamas för att försvaga det mer sekulära och vänsterorienterade PLO.
Mellan 1993 och 2004 genomförde Hamas flera terrorattentat i form av självmordsbombningar mot civila i Israel, bland annat i Jerusalem och ett diskotek i Tel Aviv. Attentaten har fördömts av bland annat FN:s kommission för mänskliga rättigheter och Human Rights Watch.   
År 2006 vann Hamas det palestinska parlamentsvalet, vilket resulterade i en maktkamp med Fatah, den dominerande fraktionen inom Palestinska myndigheten. Valobservatörer från EU konstaterade att inget tydde på annat än att resultatet i valet överensstämde med väljarnas vilja. Året därpå tog Hamas kontroll över Gaza efter en kort men våldsam konflikt. Sedan dess har Gaza varit under blockad av Israel och Egypten, medan Hamas har varit inblandat i flera krig och väpnade konflikter med Israel.  
Hamas har också genomfört en stor mängd attacker i Israel och på av Israel ockuperade områden. Attackerna har riktats mot både militära och civila mål, bland annat genom raketer som avfyrats från Gazaremsan. Sedan 2011 har antalet civila dödsoffer från raketattacker minskat, efter att Israel implementerat sitt luftförsvarssystem Iron Dome.

### Kriget med Israel från oktober 2023
Den 7 oktober 2023 genomförde Hamas en välplanerad attack mot Israel då Hamas bröt upp de barriärerna som skiljer Gazaremsan från israelisk mark och de tog sig in i flera israeliska samhällen, så kallade kibbutzer. De mest drabbade orterna var bland annat Zikim, Sderot, Kfar Aza, Nahal Oz, Be´eri, Re´im, Kissufim, Nir Oz, Nir Yitzhak och Ofaqim. Som längst kyckades Hamas nå orten Ofaqim som ligger ca 25 km ifrån Gazaremsan och ca 20 km ifrån den israeliska storstaden Be'er Sheva. I attackerna dödades 1 139 israeler, varav ungefär två tredjedelar civila. Samtidigt kidnappades 247 personer och fördes till Gaza som gisslan. Attacken chockade omvärlden och ledde bland annat till att Hamas jämfördes med Islamiska Staten. Israel svarade genom att invadera Gazaremsan. I det efterföljande kriget mellan Hamas och Israel hade i mars 2025 cirka 50 000–70 000 personer dödats.

## Organisation
Av organisationens budget år 2006 om 70 miljoner amerikanska dollar gick 90 procent till utomparlamentarisk verksamhet. Det innefattar social verksamhet som att driva skolor, moskéer, förskoleverksamhet, soppkök, bibliotek, fritidsanläggningar och sjukvårdsinrättningar. Organisationen har egna TV-sändningar. Hamas har profilerat sig som motståndare till korruption i den palestinska administrationen. Rörelsen har även byggt upp ett eget juridiskt system för att lösa vardagstvister.
Hamas väpnade gren, Izz ad-Din al-Qassam-brigaderna, bildades 1991. 

### Ledning
Hamas grundare schejk Ahmad Yassin ledde Hamas från 1987 till sin död i ett israeliskt robotangrepp den 22 mars 2004. Han efterträddes av Abd al-Aziz al-Rantissi som dödades i ett israeliskt helikopteranfall den 17 april 2004. Khaled Mashaal ledde organisationen från 2004 till maj 2017, varefter Ismail Haniyeh ledde Hamas fram till att han dödades i ett flyganfall i Teheran i juli 2024. Under en kort period i augusti 2024 återinträdde Mashal som tillförordnad ledare innan Yahya Sinwar tog över i augusti 2024. Sinwar dödades i en eldstrid med Israels militär i oktober 2024, och sedan dess har en tillfällig ledningskommitté styrt Hamas.

## Mänskliga rättigheter
Hamas fått omfattande kritik på flera områden, inklusive antisemitisk hatretorik, rapporterad användning av mänskliga sköldar och barnsoldater, inskränkningar av politiska friheter på Gazaremsan och terrorattentat. Detta har gjort att organisationen är klassificerad som en terroristorganisation av bland annat EU, Israel, Japan, Kanada, USA, Egypten, Australien och Storbritannien, samt vid flera tillfällen har fått sina tillgångar frysta genom anti-terrorlagar.

### Inskränkningar av yttrandefriheten
Både utländska och palestinska journalister har rapporterat om trakasserier och andra åtgärder som vidtagits mot dem. I slutet av augusti 2007 anklagades Hamas av brittiska The Telegraph för att tortera, internera, och skjuta mot obeväpnade demonstranter som motsatte sig regeringens politik. Mot slutet av augusti rapporterade även anställda inom palestinska sjukvården att Hamas regering stängt ner flera kliniker i Gaza som hämnd för läkarstrejker. Hamas regering bekräftade att "straffrättsliga åtgärder mot läkare" förekommit eftersom de skyldiga, enligt deras uppfattning, hade uppviglat andra läkare till att gå ut i strejk.
I september 2007 upplöste inrikesministeriet i Gaza den Fatah-vänliga fackliga organisationen Palestinska Journalistförbundets Gaza-gren, en åtgärd som kritiserats av Reportrar utan gränser. I november samma år grep Hamas en brittisk journalist och ogiltigförklarade för en kort tid alla presskort i Gaza.

### Avrättningar av motståndare
Förutom attacker mot israeliska civila och militära styrkor, har Hamas också attackerat misstänkta kollaboratörer och rivaler ur Fatah.
I Human Rights Watch rapporter har ett antal summariska avrättningar som särskilda exempel på överträdelser av reglerna för krigföring förekommit – bland annat fallet med Muhammad Swairki, som arbetade som kock åt palestinska myndighetens ordförande Mahmoud Abbas vaktstyrka, och som enligt vittnesmål ska ha kastats till sin död, med sina händer och ben bundna, från ett 15-våningshus i Gaza City.
Den 24 februari 2008 marscherade tusentals Hamas-supportrar under begravningen av en muslimsk predikant som dött i Palestinska myndighetens förvar. I kölvattnet av den israeliska invasionen av Gaza i januari 2009 anklagades Hamas för att systematiskt ringa in medlemmar ur den rivaliserande Fatah, anklaga dem för att vara kollaboratörer som "delgav information till Israel", och tortera och summariskt avrätta dem.

### Förföljelse av homosexuella
Hamas fördömer homosexualitet. Mahmoud Zahhar har fördömt homosexuellas rättigheter i Israel och har klargjort att han anser att homosexuella är perversa; mentalt och moraliskt sjuka.
Över 300 homosexuella palestinska män hade fram till 2003 flytt till Israel för att undgå förföljelse.

### Förintelseförnekelse
Hamas andlige ledare Yunis al-Astal anklagas för att förneka Förintelsen och ska ha motarbetat UNRWA:s försök att inkludera undervisning om utrotningen av judarna i den undervisning som FN bedriver i Palestina. Hamas talesman Sami Abu Zuhri kritiserades också för att ha använt sig av formuleringen "den så kallade Förintelsen".